# Черано-д'Інтельві
Черано-д'Інтельві (італ. Cerano d'Intelvi) — муніципалітет в Італії, у регіоні Ломбардія, провінція Комо.
Черано-д'Інтельві розташоване на відстані близько 530 км на північний захід від Рима, 55 км на північ від Мілана, 15 км на північ від Комо.
Населення — 540 осіб (2014).
Щорічний фестиваль відбувається 3 липня. Покровитель — San Tommaso apostolo.

## Демографія
Населення за роками:

Станом на 1 січня 2023 року в муніципалітеті офіційно проживали 42 іноземці з 13 країн, серед них 21 громадянин країн Євросоюзу та 1 громадянин України.

## Сусідні муніципалітети
- Каббіо
- Казаско-д'Інтельві
- Кастільйоне-д'Інтельві
- Діццаско
- Муджо
- Сан-Феделе-Інтельві
- Скіньяно